# Kal Penn
Kalpen Suresh Modi, conegut artísticament com a Kal Penn (Montclair, Nova Jersey, Estats Units, 23 d'abril de 1977) és un actor i productor de cinema indo-estatunidenc, i assessor polític des d'abril de 2009. És conegut pels seus papers com a protagonista a pel·lícules com Van Wilder: La festa salvatge (National Lampoon's Van Wilder), Harold & Kumar Go to White Castle, The Namesake de 2007 i Harold & Kumar Escape From Guantanamo Bay el 2008.
Interpretava el doctor Lawrence Kutner a la sèrie de televisió House fins al capítol vint de la cinquena temporada. Penn decidí renunciar a aquest treball per a treballar per a l'administració de la presidència dels Estats Units com el director associat de l'oficina de Relacions Personals i Assumptes Governamentals.

## Biografia
El seu pare era enginyer i la seva mare treballà com a avaluadora de fragàncies per a una companyia de perfums, essent ambdós immigrants gujaratis de l'Índia. Penn fou alumne i graduat de la Freehold Township High School, però de vegades es diu que s'ha graduat a la Howell High School, on cobrà protagonisme en l'escola amb algunes produccions teatrals, o a The Fine and Performing Arts Specialized Learning Center, on va estar durant tres anys.
Assistí a la UCLA, on s'especialitzà en doblatge de cinema i sociologia. Mentre estava allà, fou membre fundador de la societat intel·lectual del metro, 6 South. També ocupà un paper important al club del campus, Sangam.